# Ewo (Congo)
Ewo è un centro abitato della Repubblica del Congo, situato nella regione di Cuvette-Ovest. Situata sulle rive del fiume Kouyou, Ewo aveva una popolazione di 28.229 abitanti nel 2023, data dell'ultimo censimento ufficiale del Paese.